# HMS Crescent (H48)
HMS Crescent (H48) là một tàu khu trục lớp C được Hải quân Hoàng gia Anh Quốc chế tạo vào đầu những năm 1930. Thoạt tiên phục vụ cùng Hạm đội Nhà, nó được tạm thời điều động đến Hồng Hải và Ấn Độ Dương khi Ý xâm chiếm Abyssinia vào năm 1935–1936. Crescent được chuyển cho Hải quân Hoàng gia Canada vào cuối năm 1936 và đổi tên thành HMCS Fraser. Nó đặt căn cứ tại bờ biển phía Tây Canada cho đến khi Chiến tranh Thế giới thứ hai nổ ra vào tháng 9 năm 1939, lúc nó được chuyển đến vùng bờ biển Đại Tây Dương làm nhiệm vụ hộ tống các đoàn tàu vận tải. Con tàu được điều đến Anh vào tháng 5 năm 1940 và đã giúp vào việc triệt thoái người tị nạn khỏi Pháp vào đầu tháng 6. Fraser bị đắm ngày 25 tháng 6 năm 1940 do va chạm với tàu tuần dương HMS Calcutta trên đường trở về sau một nhiệm vụ như vậy.

## Thiết kế và chế tạo
Crescent có trọng lượng choán nước tiêu chuẩn 1.375 tấn Anh (1.397 t), và lên đến 1.865 tấn Anh (1.895 t) khi đầy tải. Nó có chiều dài chung 329 foot (100,3 m), mạn thuyền rộng 33 foot (10,1 m) và mớn nước 12 foot 6 inch (3,8 m). Con tàu được cung cấp động lực bởi hai turbine hơi nước hộp số Parsons, dẫn động hai trục chân vịt, tạo ra công suất 36.000 mã lực càng (27.000 kW) cho phép đạt tốc độ tối đa 36 hải lý trên giờ (67 km/h; 41 mph). Hơi nước cho turbine được cung cấp bởi ba nồi hơi ống nước Admiralty hoạt động ở áp suất 300 psi (2.068 kPa) và nhiệt độ 600 °F (316 °C). Crescent mang theo tối đa 473 tấn Anh (481 t) dầu đốt cho phép nó có tầm xa hoạt động 5.500 hải lý (10.200 km; 6.300 mi) ở tốc độ đường trường 15 hải lý trên giờ (28 km/h; 17 mph). Thành phần thủy thủ đoàn bao gồm 145 sĩ quan và thủy thủ.
Chiếc tàu khu trục được trang bị bốn khẩu pháo QF 4,7 in (120 mm) Mk IX trên các tháp pháo đơn, được đặt tên 'A', 'B', 'X' và 'Y' tuần tự từ trước ra sau. Cho mục đích phòng không, Crescent có một khẩu QF 3 inch 20 cwt giữa hai ống khói và hai khẩu QF 2-pounder 40 milimét (1,6 in) Mk II phía sau sàn trước. Pháo 3-inch được tháo dỡ vào năm 1936, và các khẩu 2-pounder được tái bố trí trên các bệ giữa hai ống khói. Nó còn được trang bị hai bệ ống phóng ngư lôi bốn nòng trên mặt nước dùng cho ngư lôi 21 in (530 mm). Ba cầu trượt được dùng để thả mìn sâu, mỗi chiếc chứa được hai quả mìn. Sau khi Thế Chiến II nổ ra, số mìn sâu mang theo được tăng lên 33 quả, được thả bởi một đường ray và hai máy phóng.
Crescent được đặt hàng vào ngày 30 tháng 1 năm 1930 tại xưởng tàu của hãng Vickers-Armstrongs ở Barrow-in-Furness trong Kế hoạch Chế tạo 1929. Nó được đặt lườn vào ngày 1 tháng 12 năm 1930, hạ thủy vào ngày 29 tháng 9 năm 1931 và hoàn tất vào ngày 15 tháng 4 năm 1932.

## Lịch sử hoạt động
Sau khi Crescent nhập biên chế vào ngày 21 tháng 4 năm 1932, nó được phân về Chi hạm đội Khu trục 2 thuộc Hạm đội Nhà. Nó bị tai nạn va chạm với tàu chị em HMS Comet tại Chatham vào ngày 21 tháng 7, buộc phải sửa chữa cho đến ngày 27 tháng 8. Crescent được tái trang bị tại Chatham từ ngày 30 tháng 3 đến ngày 6 tháng 5 năm 1933 trước khi được bố trí đến Tây Ấn từ tháng 1 đến tháng 3 năm 1934. Nó lại trải qua một đợt tái trang bị khác tại Chatham từ ngày 27 tháng 7 đến ngày 3 tháng 9 năm 1934 trước khi được cho tách khỏi Hạm đội Nhà trong vụ Khủng hoảng Abyssinia để bố trí tại Ấn Độ Dương và Hồng Hải từ tháng 9 năm 1935 đến tháng 4 năm 1936. Sau khi quay trở về nhà, nó được tái trang bị tại Sheerness từ ngày 23 tháng 4 đến ngày 13 tháng 6, rồi được đưa về lực lượng dự bị một thời gian ngắn.
Cùng với tàu chị em HMS Cygnet, Crescent được bán cho Canada vào ngày 20 tháng 10 năm 1936 trị giá tổng cộng 400.000 Bảng Anh. Nó được tái trang bị để đáp ứng các tiêu chuẩn của Canada, kể cả việc trang bị sonar ASDIC Kiểu 124, và được bàn giao vào ngày 1 tháng 2 năm 1937. Con tàu được đổi tên thành HMCS Fraser, và nhập biên chế Hải quân Hoàng gia Canada tại Chatham vào ngày 17 tháng 2, Fraser được điều động về vùng bờ biển Thái Bình Dương của Canada, và đi đến căn cứ Esquimalt vào ngày 3 tháng 5 năm 1937. Nó tiếp tục ở lại đây cho đến khi được lệnh đi đến vùng bờ Đông vào ngày 31 tháng 8 năm 1939.
Khi Chiến tranh Thế giới thứ hai nổ ra vào ngày 3 tháng 9 năm 1939, Fraser băng qua kênh đào Panama và đi đến Halifax vào ngày 15 tháng 9. Cùng các tàu chị em, nó được sử dụng vào việc hộ tống tại chỗ các đoàn tàu vận tải vượt đại dương khởi hành từ Halifax. Đến tháng 11, Trạm Bắc Mỹ và Tây Ấn của Hải quân Hoàng gia Anh nắm quyền kiểm soát các tàu khu trục Canada. Chúng đã hộ tống đoàn tàu vận tải chuyển phần lớn Sư đoàn bộ binh 1 Canada sang Anh vào giữa tháng 12. Đến tháng 3 năm 1940, nó được lệnh gia nhập Lực lượng Jamaica để tuần tra tại vùng biển Caribe trước khi được điều đến Bộ chỉ huy Tiếp cận phía Tây hai tháng sau đó. Vào ngày 26 tháng 5, nó rời Bermuda hướng sang Anh, đi đến Plymouth vào ngày 3 tháng 6, nơi nó lập tức được huy động vào việc triệt thoái binh lính Đồng Minh khỏi nhiều cảng của Pháp trên bờ biển Đại Tây Dương. Trong năm 1940, dàn ống phóng ngư lôi phía đuôi của nó được tháo dỡ thay bằng một khẩu 4 inch (102 mm) phòng không.

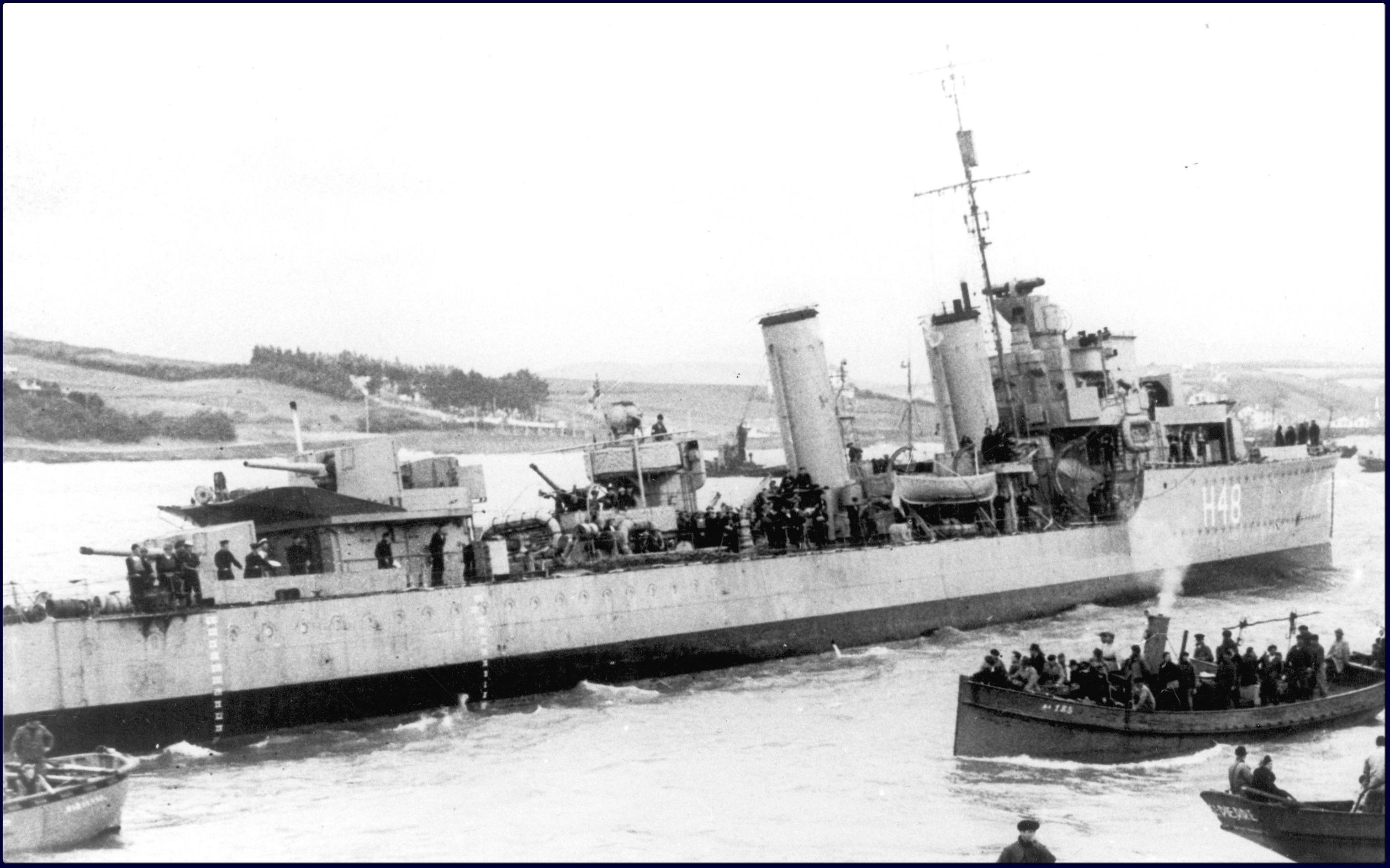
HMCS Fraser vào ngày 25 tháng 6 năm 1940, ba ngày trước khi bị mất

Vào ngày 25 tháng 6 năm 1940, Fraser, tàu chị em HMCS Restigouche (H00) và tàu tuần dương HMS Calcutta đang trên đường quay trở về từ St. Jean de Luz sau khi giải cứu người tị nạn bị quân Đức vây hãm trong khuôn khổ Chiến dịch Ariel, khi Fraser bị Calcutta húc phải tại cửa sông Gironde. Bị mũi chiếc tàu tuần dương đâm trúng ngay trước cầu tàu, Fraser bị cắt làm đôi và chìm ngay lập tức. Chỉ có 45 người trong số thủy thủ đoàn được Restigouche và các tàu lân cận giải cứu. Nhiều người sống sót từ Fraser được chuyển sang HMCS Margaree (H49) vào cuối mùa Hè đó, và bị mất khi con tàu này cũng bị chìm vào ngày 22 tháng 10 năm 1940 do hậu quả va chạm với chiếc tàu hàng MV Port Fairy.